# 194P/LINEAR
194P/LINEAR, też LINEAR 9 – kometa krótkookresowa, należąca do rodziny Jowisza.

## Odkrycie
Kometa została odkryta 27 lutego 2000 roku w ramach programu obserwacyjnego LINEAR.

## Orbita komety i właściwości fizyczne
Orbita komety 194P/LINEAR ma kształt elipsy o mimośrodzie 0,57. Jej peryhelium znajduje się w odległości 1,71 j.a., aphelium zaś 6,32 j.a. od Słońca. Jej okres obiegu wokół Słońca wynosi 8,04 roku, nachylenie do ekliptyki to wartość 11,12˚.
Jądro tej komety ma rozmiary maks. kilku km.